# Easington (distretto)
Easington era un distretto locale della contea di Durham, Inghilterra, Regno Unito, con sede omonima.
Il distretto fu creato con il Local Government Act 1972, il 1º aprile, 1974 dalla fusione del distretto urbano di Seaham con il Distretto rurale di Easington.

## Parrocchie civili
- Castle Eden
- Dalton-le-Dale
- Easington Colliery
- Easington Village
- Haswell
- Hawthorn
- Horden
- Hutton Henry
- Monk Hesleden
- Murton
- Nesbitt
- Peterlee
- Seaham
- Seaton with Slingley
- Sheraton with Hulam
- Shotton, Peterlee
- South Hetton
- Thornley, Durham
- Trimdon Foundry
- Wheatley Hill
- Wingate